# Hot Dog (film, 2013)
Pour les articles homonymes, voir Hot Dog (homonymie).
 Hot Dog  est un film québécois réalisé par Marc-André Lavoie, sorti en août 2013.

## Synopsis
Croyant à tort que ses associés chez « Saucibec » désirent le congédier,  Philippe décide de saboter la production de la compagnie.  Apprenant par la suite qu'il n’est pas celui qui sera licencié,  il fera des pieds et des mains pour corriger le tir… Mais il est déjà trop tard…
S'ensuit une série de quiproquos qui entremêleront les destins du pauvre Philippe et de ses associés,  d’un couple naïf croyant avoir trouvé la mine d’or,  du parrain de la mafia montréalaise et d’un hitman en pleine crise d’identité !

## Fiche technique
- Titre : Hot Dog
- Réalisation : Marc-André Lavoie
- Scénario : Marc-André Lavoie
- Producteurs : Marc-André Lavoie et Esther Long
- Producteur Exécutif : Pierre Brousseau
- Direction photo: Alexandre Bussière
- Cadreur : Mathieu Leblanc
- Montage : Mathieu Leblanc et Marc-André Lavoie
- Musique : Frédéric Bégin (Studio Apollo)
- Mix sonore: Yan Dalsanto (Sonart)
- Pays d'origine : Canada
- Genre : Comédie dramatique
- Durée : 94 minutes

## Distribution
- Paul Doucet : Philippe
- Rémy Girard : Conrard
- Pierre-François Legendre : François
- Édith Cochrane : Sonia
- Daniel Lemire : Gilles
- Éric Salvail : Richard
- Dino Tavarone : Parrain Massino
- Marc Bélanger : Jimmy
- Veronica Melis : Loretta Massino